# Дванаест жигосаних
Дванаест жигосаних (енгл. The Dirty Dozen) је амерички ратни филм из 1967. 
редитеља Роберта Олдрича. У то време филм је био веома популаран без обзира на експлицитне сцене насиља којима обилује. Номинован је за четири Оскара, а добио је Оскара за најбоље звучне ефекте.

## Радња
Радња се одиграва за време Другог светског рата. Амерички мајор (Ли Марвин) добио је задатак да сакупи и оспособи за борбу дванаесторицу осуђеника, међу којима је било и психопата, и да их предводи на тајном задатку уништења дворца у окупираној Француској у којем се налазио немачки штаб. Ова група, названа Дванаест жигосаних, упустиће се у опасну пустоловину из које се већина неће вратити жива.

## Улоге
| Глумац           | Улога                      |
| ---------------- | -------------------------- |
| Ли Марвин        | Мајор Рајсмен              |
| Ернест Боргнајн  | Генерал Вордeн             |
| Чарлс Бронсон    | Владислав                  |
| Тели Савалас     | Мeгот                      |
| Доналд Садерланд | Пинкли                     |
| Џим Браун        | Роберт Т. Џеферсон         |
| Џорџ Кенеди      | мајор Макс Армбрустер      |
| Џон Касаветес    | Виктор Р. Франко           |
| Роберт Рајан     | пуковник Еверет Дешер Брид |
| Ралф Микер       | капетан Стјуарт Киндер     |
| Ричард Џекел     | наредник Клајд Баурен      |
| Клинт Вокер      | Семсон Поузи               |
| Трини Лопес      | Педро Хименес              |
| Роберт Вебер     | бригадни генерал Дентон    |